# Ainigmaptilon antarcticum
Ainigmaptilon antarcticum är en korallart som först beskrevs av Molander 1929.  Ainigmaptilon antarcticum ingår i släktet Ainigmaptilon och familjen Primnoidae.
Artens utbredningsområde är Södra Ishavet. Inga underarter finns listade i Catalogue of Life.